# Christina Aguilera (album)
Albums de Christina Aguilera
Mi Reflejo
(2000)
Singles
1. Genie in a Bottle
Sortie : 11 mai 1999
2. What a Girl Wants
Sortie : 4 septembre 1999
3. I Turn To You
Sortie : 28 mars 2000
4. Come On Over Baby (All I Want Is You)
Sortie : 11 juillet 2000

Christina Aguilera  est le premier album de Christina Aguilera sorti en 1999.

## Informations
Après l'enregistrement de la chanson Reflection pour le film Mulan, la maison de disque RCA Records commence à présenter des pistes à Aguilera pour son premier album, prévu pour une diffusion en janvier 1999. Sa musique intègre de la pop, dance-pop et du RnB. Les contributions à la production de l'album proviennent d'un large éventail de producteurs : dont David Frank, Ron Fair, Guy Roche, Robin Thicke, Diane Warren, Matthew Wilder et Aaron Zigman.
Lors de la sortie de l'album, Christina Aguilera a reçu des critiques mixtes. L'album est un succès commercial et culmine au numéro 1 aux États-Unis et au Canada. Il a également reçu plusieurs certifications à travers le monde, y compris huit fois la certification platine par la RIAA (huit millions de copies vendues aux États-Unis. C'est aussi l'album le plus vendu de la chanteuse, plus de 20 millions d'exemplaires à travers le monde[réf. nécessaire].
Quatre singles officiels de l'album sont sortis : le premier single, Genie in a Bottle a été un succès commercial, atteignant le sommet du #1 sur le Billboard Hot 100 et est devenu l'un des singles les plus vendus de tous les temps. Deux autres singles, What a Girl Wants et Come On Over Baby (All I Want Is You), ont également atteint un sommet au sommet du 100 Hot. Pour promouvoir l'album, Aguilera a chanté plusieurs chansons de son album à la télévision, et aussi fait la tournée Christina Aguilera: In Concert en 2000. Cet album lui a valu son premier Grammy Award en tant que meilleure et nouvelle artiste.

## Liste des titres
| CD    | CD                                    | CD                                       | CD    | CD | CD | CD | CD | CD | CD |
| No    | Titre                                 | Écriture                                 | Durée |    |    |    |    |    |    |
| ----- | ------------------------------------- | ---------------------------------------- | ----- | -- | -- | -- | -- | -- | -- |
| 1.    | Genie in a Bottle                     | Steve Kipner, David Frank, Pamela Sheyne | 3:39  |    |    |    |    |    |    |
| 2.    | What a Girl Wants                     | Shelly Peiken, Guy Roche                 | 3:35  |    |    |    |    |    |    |
| 3.    | I Turn to You                         | Diane Warren                             | 4:33  |    |    |    |    |    |    |
| 4.    | So Emotional                          | Franne Golde, Tom Snow                   | 4:00  |    |    |    |    |    |    |
| 5.    | Come On Over Baby (All I Want Is You) | Paul Rein, Johan Aberg                   | 3:09  |    |    |    |    |    |    |
| 6.    | Reflection                            | Matthew Wilder, David Zippel             | 3:33  |    |    |    |    |    |    |
| 7.    | Love for All Seasons                  | Carl Struken, Evan Rogers                | 3:59  |    |    |    |    |    |    |
| 8.    | Somebody's Somebody                   | Diane Warren                             | 5:03  |    |    |    |    |    |    |
| 9.    | When You Put Your Hands on Me         | Robin Thicke, James Gass                 | 3:35  |    |    |    |    |    |    |
| 10.   | Blessed                               | Travon Potts, Brock Walsh                | 3:05  |    |    |    |    |    |    |
| 11.   | Love Will Find a Way                  | Sturken, Rogers                          | 3:56  |    |    |    |    |    |    |
| 12.   | Obvious                               | Heather Holley                           | 4:00  |    |    |    |    |    |    |
| 46:21 |                                       |                                          |       |    |    |    |    |    |    |

Bonus Japon
| No  | Titre                  | Durée |
| --- | ---------------------- | ----- |
| 13. | We're a Miracle        | 4:09  |
| 14. | Don't Make Me Love You | 3:39  |

## Édition spéciale
| No | Titre                                                 | Durée |
| -- | ----------------------------------------------------- | ----- |
| 1. | Genie In a Bottle (Flavio vs. Mad Boris Remix)        | 6:31  |
| 2. | What a Girl Wants (Eddie Arroyo Dance Radio Edit)     | 4:05  |
| 3. | I Turn to You (Thunderpuss Remix)                     | 4:21  |
| 4. | Genie Atrapado (Re-Mix)                               | 4:38  |
| 5. | Don't Make Me Love You                                | 3:39  |
| 6. | Come On Over, Baby(All I Want Is You) (Radio Version) | 3:23  |

## Musiciens (personnel)
- Christina Aguilera - chants, chœurs
- Rick Baptiste - Cor d'harmonie
- ChakDaddy - Cor d'harmonie
- E. Dawk -Cor d'harmonie
- Joel Peskin - Cor d'harmonie
- Gary Grant - Cor d'harmonie
- Ali Boudris - guitare
- Sue Ann Carwell - chœurs
- Ron Fair - piano, Clavecin, claviers
- David Frank - batterie, claviers
- John Glaser - Moog
- John Goux - guitare
- Robert Hoffman - basse, claviers
- Heather Holley - piano
- Khris Kellow - claviers
- Steve Kipner - batterie, claviers
- Matt Laug - tambourin
- Anthony Mazza - guitare
- Shelly Peiken - chœurs
- Tim Pierce - guitare
- Paul Rein - claviers
- Evan Rogers - chœurs
- Robin Thicke - Synthétiseur, batterie, basse, claviers
- Michael Thompson - guitare
- Bruce Watson - guitare
- Jerry Goldsmith - conducteur

## Chartes

### Certifications
| Pays             | Industrie | Certifié    | Ventes     |
| ---------------- | --------- | ----------- | ---------- |
| Australie        | ARIA      | Platine     | 70 000     |
| Canada           | CRIA      | 6 × Platine | 600 000    |
| Europe           | IFPI      | Platine     | 1 000 000  |
| Mexique          | AMPROFON  | Platine     | 150 000    |
| Pays-Bas         | NVPI      | Or          | 30 000     |
| France           | SNEP      |             | 50 000     |
| Nouvelle-Zélande | RIANZ     | Platine     | 15 000     |
| Espagne          | AFYVE     | Platine     | 100 000    |
| Suisse           | IFPI      | Platine     | 45 000     |
| Royaume-Uni      | BPI       | Platine     | 300 000+   |
| États-Unis       | RIAA      | 8 × Platine | 9 142 000+ |
| Monde            |           |             | 16 000 000 |